# Marburg
Marburg este un oraș universitar în landul Hessen, Germania.

## Personalități născute aici
- Ernst Wilhelm Grebe (1804 - 1874), matematician;
- Edmund Hess (1843 - 1903), matematician;
- Hans-Georg Gadamer (1900 - 2002), filozof;
- Hartmut Nassauer (n. 1942), politician, europarlamentar.